# Rita Pavone
Rita Pavone (née le 23 août 1945 à Turin) est une chanteuse et actrice italienne des années 1960.
Sa carrière internationale la conduit notamment en Espagne, aux États-Unis, en Allemagne, en Angleterre et en Amérique latine. Sa notoriété en France est à son apogée au début des années 1970, avec un disque taillé sur mesure : Bonjour la France ! (1972). Le 11 février 2017, elle reçoit le prix de la ville de Sanremo pour ses 55 ans de carrière lors du festival de Sanremo 2017.

## Biographie
En 1962, Rita Pavone, surnommée Poil de carotte en raison de ses cheveux roux, se fait connaître en gagnant le Festival des Inconnus, puis sort un premier album éponyme, avec le tube La partita di pallone. Elle participe en 1963 au Johnny Carson Show et en 1964 tient le rôle vedette d'une série télévisée en huit épisodes il giornalino de Gian Burrasca d'après le roman de Luigi Bertelli et dont la musique est signée Nino Rota.
En 1964, elle entame une carrière internationale avec Remember me, une chanson en anglais et participe à plusieurs reprises au Ed Sullivan Show.
De retour en Italie, elle débute au cinéma et tourne avec Totò en 1965 Rita, la fille américaine, en 1967 avec Francis Blanche La Grosse Pagaille et avec Terence Hill T'as le bonjour de Trinita. Elle participe à de nombreux show TV et joue son propre rôle dans de nombreux téléfilms ou séries télévisées.
Son titre Viva la pappa col pomodoro (chanson écrite par Nino Rota) est utilisé comme musique de fond dans la publicité TV en France pour la marque Orange, mais aussi dans la bande originale du film de Pixar, Luca (2021) et dans Un château en Italie de Valeria Bruni Tedeschi en 2013. 

## Discographie
Rita Pavone a enregistré 13 albums en Italien et un album en Français, Dame Baby Poupée (1979).

### Discographie italienne
- Rita Pavone (1963)
- Non è facile avere 18 anni (1964)
- Viva la pappa col pomodoro (1965)
- Il giornalino di Gianburrasca (1965)
- Stasera Rita (1965)
- È nata una stella (1966, compilation)
- Ci vuole poco (1967)
- Little Rita nel West (1968)
- Rita 70
- Viaggio a Ritaland (1970)
- Gli Italiani vogliono cantare (1972)
- Rita ed io (1976)
- R.P. (1980)
- Adorable Sixties (1984)
- Gemma e le altre (1989)
- Masters (2013)

## Filmographie
Pavone a tiré profit de sa réussite musicale pour lancer une carrière sur l'écran. Ayant joué le rôle masculin du collégien Gian Burrasca dans la série des années soixante, elle est revenue en tant que directrice de l'école dans le téléfilm presque quatre décennies plus tard.
- 1964-1965 : Il giornalino di Gian Burrasca (série télévisée d'après Luigi Bertelli), de Lina Wertmüller
- 1965 : Rita, la figlia americana, de Piero Vivarelli
- 1966 : Rita la zanzara, de Lina Wertmüller
- 1967 : Non stuzzicate la zanzara, de Lina Wertmüller (sortie italienne le 24 mars)
- 1967 : Little Rita nel West (T'as le bonjour de Trinita), de Ferdinando Baldi (sortie italienne le 8 septembre)
- 1967 : La feldmarescialla (La Grosse Pagaille), de Steno (sortie italienne le 22 décembre)
- 1976 : Due sul pianerottolo, de Mario Amendola
- 2001 : Gian Burrasca (téléfilm d'après Luigi Bertelli), de Maurizio Pagnussat